# Такелажный нож

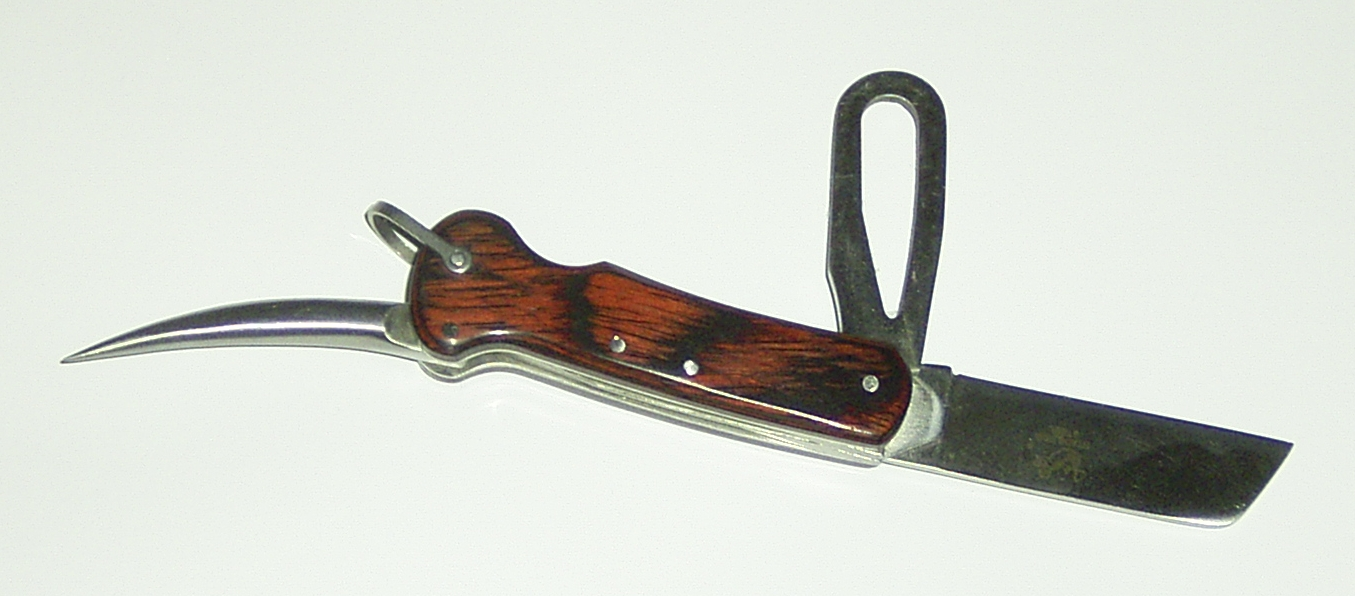
Такелажный нож с прямой заточкой клинка, свайкой и такелажным ключом

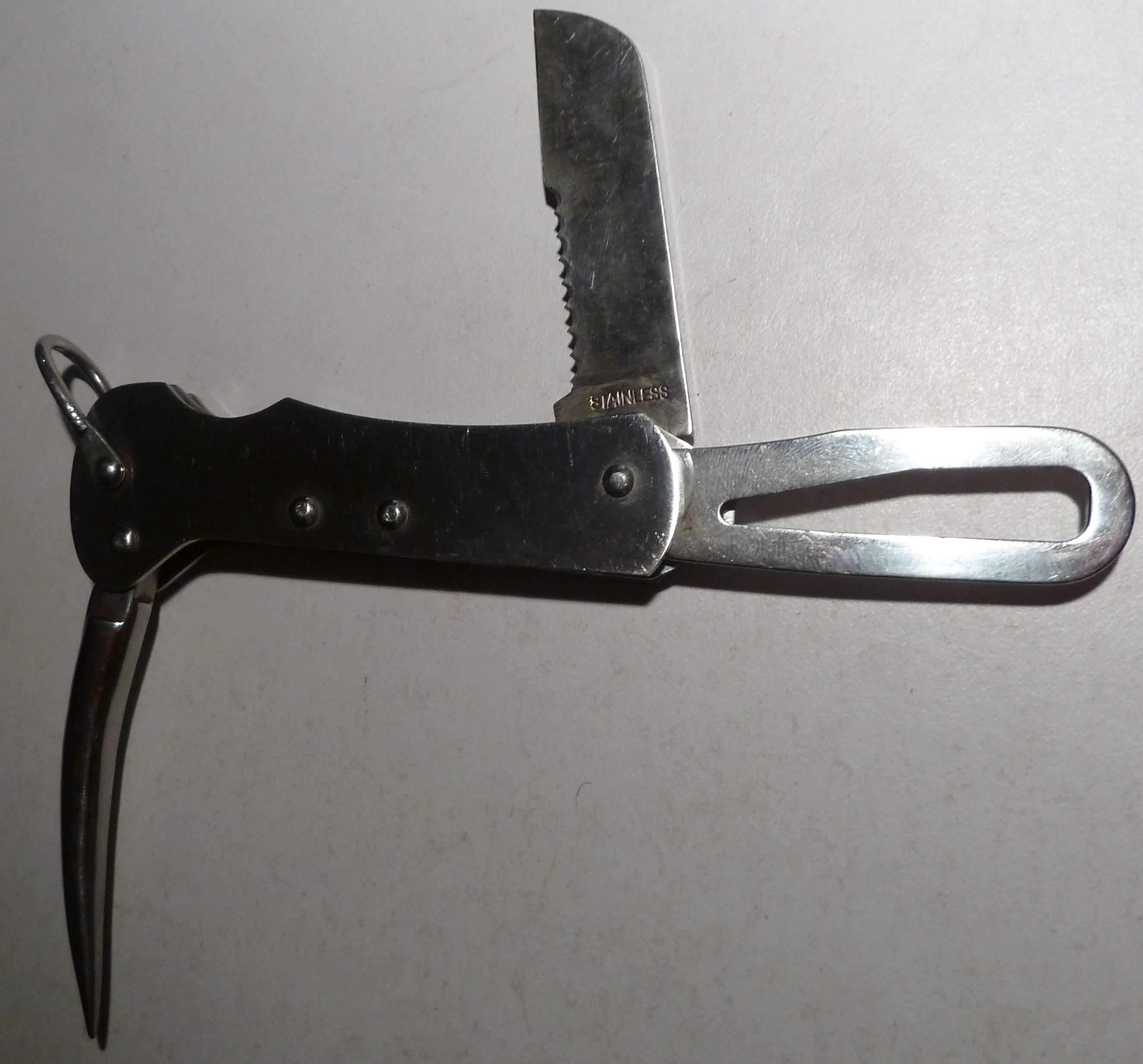
Такелажный с полусеррейторной заточкой клинка и открытым такелажным ключом

Такелажный нож, шлюпочный нож, боцманский нож, нож яхтсмена, парусный нож, флотский нож или нож для оснастки — специальный нож для выполнения такелажных работ, как правило, складной. Оснащён клинком и свайкой, некоторые модели также могут быть дополнены иными специальными инструментами. В нескладных моделях ножа свайка обычно помещается в специальном отделе ножен.

## Описание и использование
Клинок ножа обычно имеет форму, называемую «овечьей ногой», т.е. резко закруглённый конец и прямую режущую кромку. Помимо клинка обязательными атрибутами инструмента являются прямая или слегка изогнутая свайка, использующаяся для развязывания затянутых или промокших узлов, и металлическая антабка, позволяющая крепить нож к элементам одежды моряка посредством длинного ремешка или шнура. В ряде конструкций такелажных ножей могут применяться иные формы клинка, а также введены дополнительные инструменты, так, например, выпускавшиеся в СССР такелажные ножи помимо большого клинка и свайки дополнялись двумя небольшими клинками специального назначения. Многие такелажные ножи также имеют такелажный ключ, который представляет собой пластину с длинной прорезью в середине, используемый для открытия и закрытия скоб, штифтов и других крепежных деталей, обычно используемых на парусных судах.
Ножи используются как в качестве индивидуального ручного инструмента моряка, так и включаются в аварийные запасы спасательных шлюпок. По состоянию на начало XXI века такелажные ножи активно используются яхтсменами, в связи с чем появилось еще одно наименование ножа — нож яхтсмена.

## История
Для такелажных работ на парусных судах традиционно моряками использовались прямые ножи с тонким и широким клинком. Появление специфических такелажных ножей было обусловлено введением в XIX веке запрета для моряков торгового флота сначала в британском флоте, а затем последовательно во флотах ряда других европейских государств, на ношение ножей, с помощью которых можно было бы нанести проникающие колотые ранения. Нарушение запрета каралось наложением крупных денежных штрафов не только для нарушителей, но и для капитанов кораблей, на которых они служили. При этом закруглённый клинок выводил ножи из под этого запрета.
Первоначально для соблюдения запрета стачивались или отламывались клинки уже имевшихся у матросов ножей, однако впоследствии началось производство ножей уже удовлетворявших заданным условиям, а в связи с тем, что свайка также являлась неотъемлемым атрибутом моряка, её включение в состав многофункционального инструмента моряка также имело смысл. Первые складные модели такелажных ножей производились достаточно громоздкими, в сложенном состоянии их длина могла достигать 100 мм, что было обусловлено прикладным назначением ножей — необходимостью рубки тросов. В том числе с использованием мушкеля, которым могли наносить удары по обуху ножа. С уменьшением количества обязательных парусных работ на флоте и развитием яхтенного спорта, размеры такелажных ножей со временем уменьшались, а их разнообразие увеличивалось. Свайки на складных ножах первоначально крепились по центру рукояти, однако большее распространение получили более поздние модели, где свайка «переехала» на ось с противоположной от оси основного клинка ножа стороны. Антабка для крепления страховочного ремня первоначально выполнялась в виде кольца, крепившегося на стороне свайки, однако с течением времени на различных моделях ножей использовались различные варианты креплений для страховочного ремня, располагавшиеся с разных сторон ножей.
При этом, в связи с отсутствием ограничений на форму ножей, на судах промыслового флота продолжали использоваться прямые ножи с клинками скандинавского типа, продававшиеся в каталогах ножей в конце XIX—начале XX века под наименованием «матросских ножей».
На китобойном флоте с конца XIX до конца XX века были распространены такелажные ножи, отличавшиеся меньшими размерами, слегка изогнутой рукоятью и отсутствием антабки. Такие особенности конструкции были направлены на обеспечение удобства работы с гарпунным линем, скреплявшим гарпун и лодку, который в некоторых случаях было необходимо оперативно отрезать. Нож также использовался для работ по сшиванию ртов убитых китов и закреплении тел китов буксировочными тросами.

### Великобритания

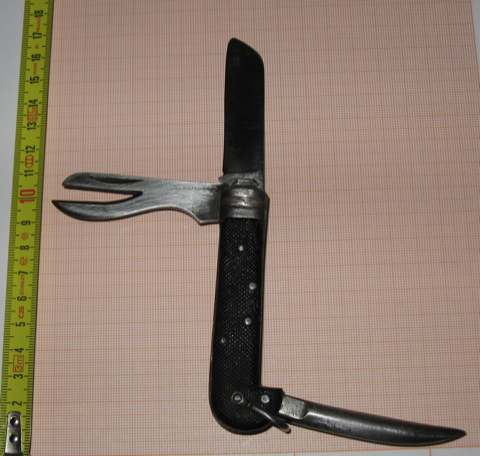
Вариант исполнения «шеффилдского» ножа для итальянской армии

В 1905 году в Королевском военно-морском флоте Великобритании на вооружение был принят нож Pattern 6353/1905, массово выпускавшийся на заводах в Шеффилде и получивший наименование «шеффилдского». Нож стал продолжением развития формы такелажных ножей, выпускавшихся в Шеффилде с XIX века. На основе этой модели в последующем также появилось достаточно большое количество различных моделей как для комплектования британской армии и флота, так и для гражданского использования. Наиболее массовым из ножей, которые производились по образу этого ножа стал трехпредметный такелажный нож, комплектовавшийся помимо основного клинка и свайки консервным ножом и поступивший на вооружение военных флотов стран НАТО и выпускавшаяся по британской лицензии для Военно-морского флота Бельгии. В 1908 году эта модель ножа, также стала обязательным атрибутом экипировки британских бойскаутов. Pattern 6353/1905 представлял собой достаточно крупный нож с клинком формы «овечья нога» и большой свайкой. Клинки шеффилдских ножей имели маркировки «A.B.L.» и «Colasse», а также даты. За счет использования на конце центральной перегородки рукояти ножа в его конструкцию также получилось добавить плоскую отвертку, а на противоположном конце ножа крепилась антабка. На рукоятях ножей использовались рифленые накладки из чёрного пластика на основе целлюлозного волокна. 
С 1940 по 1986 год на вооружении военно-морского флота Великобритании находился двухпредметный такелажный нож общей длиной 205 мм. Комплектовался основным клинком формы «овечья нога» и свайкой, располагавшимися на противоположных концах рукояти ножа. Металлическая антабка для крепления страховочного ремня находилась на стороне оси свайки, на стороне той же оси также располагалась плоская отвертка.

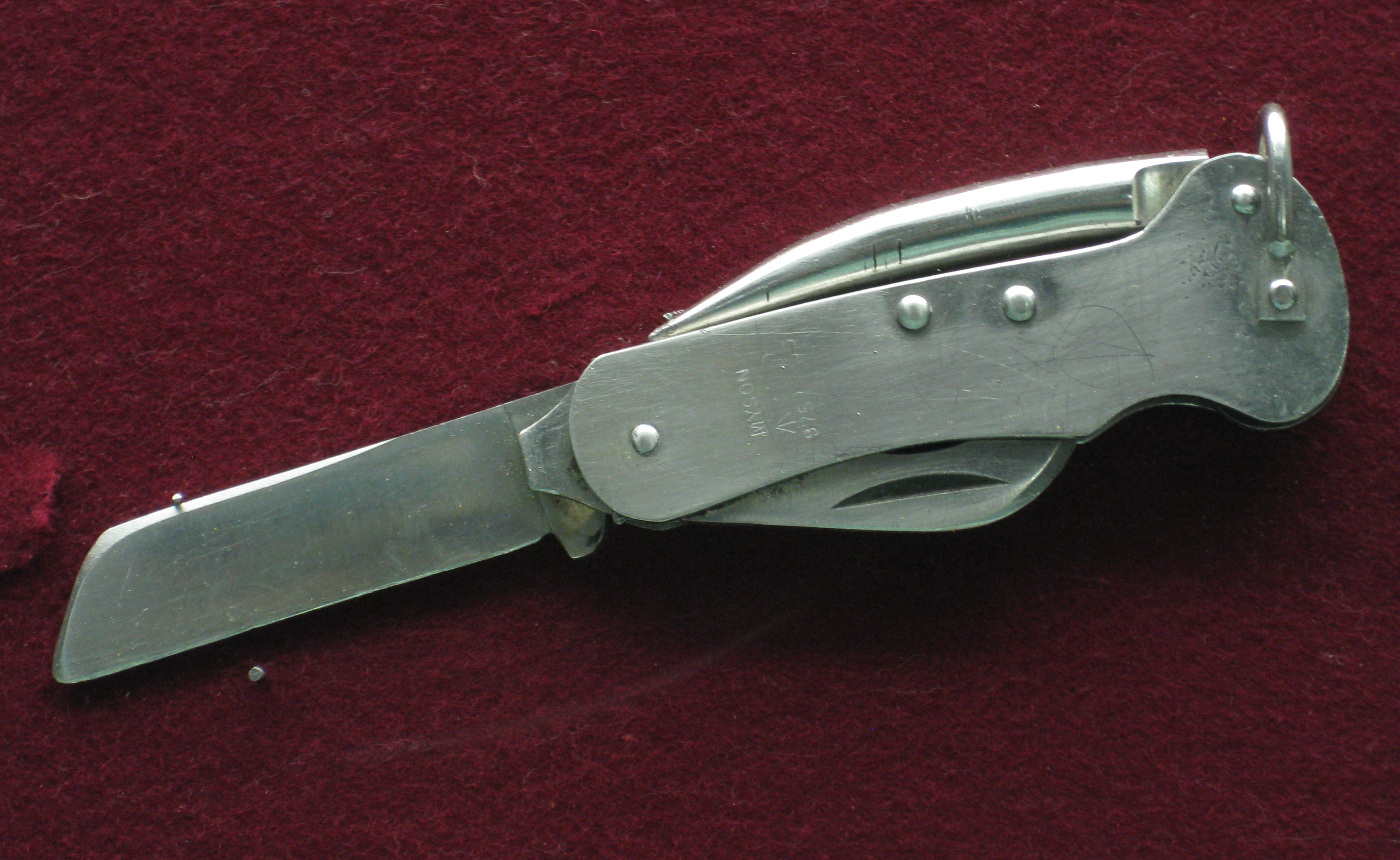
Нож Патрика Кроуфорда, которым он провёл ампутацию руки

20 апреля 1964 года вертолет 1/7 гуркского полка британской армии, на котором летел заместитель командира полка Эрик Смит, потерпел крушение в джунглях Борнео. Вскоре после крушения вертолет загорелся, а Эрик Смит был тяжело ранен во время крушения и зажат между обломками вертолета. Находившийся на борту вертолета полковой медик Патрик Кроуфорд, чтобы спасти жизнь командира, без аннестезии провёл ампутацию заблокированной в обломках вертолета правой руки майора используя из инструментов только штатный армейский такелажный нож британской армии, после чего сопровождал Эрика Смита до Симманганга, где, несмотря на собственное достаточно сильное истощение, также ассистировал при операции. За проведенную операцию Патрик Кроуфорд был наргаждён медалью Георга.

### СССР

Морской шлюпочный нож, выпускавшийся по заказу Министерства обороны СССР

В РСФСР производство такелажных ножей началось в 1920-х годах артелями Павлово-Муромского металлообрабатывающего треста, первоначально выпускался двухпредметный складной нож, предназначавшийся для комплектования шлюпочной укладки и получивший наименование шлюпочного ножа. После реформы 1956 года производство такелажных ножей продолжилось на заводе складных ножей в городе Ворсма, который с 1975 года был преобразован в производственное объединение «Октябрь». Шлюпочные ножи были оснащены основным клинком и круглой в сечении слегка изогнутой свайкой из углеродистой стали без гальванопокрытия. Ранние модели шлюпочных ножей имели деревянные рукояти, пропитанные защитным составом, которые позже были заменены на бакелитовые, а в более поздних выпусках — на пластиковые. В течение всего времени производства шлюпочных ножей форма их клинков, сваек и рукоятей практически не изменялась, изменениям с течением времени подвергалась только форма и конструкция антабки.
Помимо двухкомпонентной модели больших такелажных ножей на тех же предприятиях также производились такелажные ножи меньшего размера, комплектовавшиеся дополнительно отверткой и в зависимости от модели консервным ножом или клинком меньшего размера. Такие ножи получили наименование «Боцманских ножей». Основной клинок этих ножей имел другую форму, напоминавшую клинки обычных перочинных ножей, в первых моделях клинок в разложенном состоянии фиксировался, для того чтобы его сложить требовалось нажать на отвертку, располагавшуюся рядом с основным клинком, свайка в сечении была круглой. В поздних моделях этого ножа отвертка была перемещена на обух и перестала быть складной, свайка выполнялась плоской, а также была изменена форма антабки. Указанные модели ножа первоначально выпускались в соответствии с ГОСТ 11704-75 «Шлюпки спасательные для морских судов. Нож складной», который позже был заменён на ГОСТ 11704-66 «Шлюпки спасательные для морских судов. Нож складной». На некоторых моделях ножей соответствующий гост был выбит на рукоятке. В некоторых источниках такие ножи приводятся под наименованием «флотских ножей».

### Россия

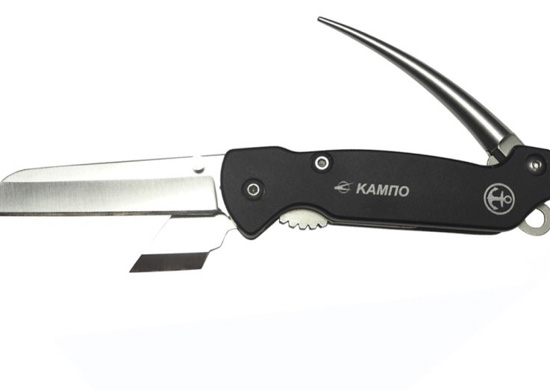
Нож морской универсальный, выпускающийся по заказу Министерства обороны Российской Федерации

В России гражданские такелажные ножи производятся компаниями «Саро/Ворсма» и «Нокс». Первая компания выпускает нож модели «Боцманский» с фиксируемым основным клинком формы «овечья нога» и устройством для открывания клинка одной рукой и круглой в сечении свайкой, вторая выпускает модель «Боцман» также с фиксируемым основным клинком с устройством для открывания одной рукой, плоской свайкой и консервным ножом.
В 2019 году орехово-зуевской кампанией «Кампо» был разработан многофункциональный такелажный нож, разработка ножа велась с учетом тактико-технических требований Военно-морского флота России и в 2020 году он поступил на вооружение флота для комплектования экипажей кораблей и судов, а также береговых частей. Нож получил наименование «Нож морской универсальный „Осьминог“», в гражданском исполнении — «Шкипер». Нож представляет собой трехприборный складной нож, укомплектованный двумя клинками, располагающимися на одной оси: основным «длинным» клинком формы «овечья нога» и большой свайкой. Нож стал продолжением развития формы такелажных ножей, выпускавшихся в Шеффилде с XIX века. с приспособлением для открывания одной рукой, коротким клинком со стриппером для работы с кабелем и свайкой, располагающейся на другой оси ножа, также нож оснащается петлей для страховочного ремня. Рукоять имеет эргономичную форму, накладки изготовлены из черного пластика. Вся конструкция ножа собрана на винтах.

### Германия
Во время Второй мировой войны в немецком флоте использовался складной двухпредметный такелажный нож общей длиной 190 мм, комплектовавшийся основным клинком длиной 109 мм и круглой в сечении свайкой, располагавшимися на разных концах рукояти ножа, в том числе ножи для оснащения флота выпускала компания A. Luneburg. Kiel. R. Klaas.

Боцманский нож, производства ФРГ

Начиная с 1958 года в Германии выпускался складной такелажный нож, называвшийся «Боцманским ножом» и получивший достаточно широкое распространение по всему миру. Нож комплектовался фиксировавшимися основным клинком, похожим на клинки обычных перочинных ножей, и круглой в сечении свайкой. Для крепления страховочного ремня на ноже было предусмотрено кольцо, располагавшееся на оси основного клинка.

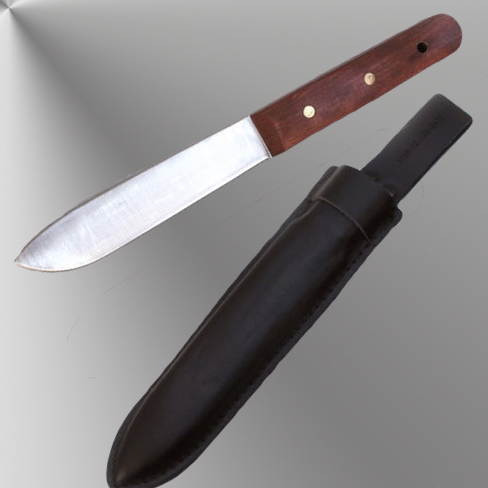
Немецкий такелажный нож с фиксированным клинком

На оружейных фабриках Золингена в XX веке также выпускался ряд ножей для такелажных работ с фиксированными клинками, деревянными рукоятями и свайками, помещавшимися в специальных отделах ножен. При этом клинки могли иметь как традиционную для такелажных ножей форму «овечья нога», так и иные формы. Например, модель морского ножа 166012 от компании Linder имела клинок скандинавского типа. Часть ножей с фиксированным клинком состояла на вооружении немецких военно-морских сил, в том числе 240 мм нож «Knife, Seamen's NATO» производства компании Dönges GmbH & Co KG.

### Италия
В начале 2000-х годов итальянской компанией из Маньяго Maserin выпускалась серия складных ножей, позиционировавшихся как морские ножи. Ножи представляли собой складные однопредметные ножи общей длиной 130 мм, клинками из нержавеющей стали с прямой заточкой длиной 55 мм, цветными алюминиевыми рукоятями длинной 75 мм с пол. Однако серия ножей не комплектовалась свайками.
В 2017—2018 годах компанией Extrema Ratio выпускалась линейка компактных трёхпредметных такелажных ножей BF M1A1 и BF M1A2. Ножи серии комплектовались основным клинком формы Drop Point длиной 70 мм и толщиной 3 мм с односторонним шпеньком для открывания одной рукой, свайкой, фиксировавшейся в открытом состоянии перпендикулярно к рукояти, и вспомогательным клинком, выполнявшим функции отвёртки, открывашки для бутылок и консервного ножа. Рукоять ножей выполнялась из алюминия с чёрным или серым покрытием, на рукояти была предусмотрена клипса, а для каждого из клинков свой лайнерный замок. Клинки ножа выполнялись из стали Böhler N690, его длина в открытом состоянии составляла 170 см, а вес около 120 граммов. В последующем ножи этой линейки были заменены в каталоге компании на двухпредметные модели такелажного ножа BF2 V и BF2 Helmsman, комплектовавшиеся также основным клинком форм Drop Point или Flat Grind с прямой или полусеррейтоной заточкой длиной 87 мм и шириной 3 мм с двусторонним шпеньком для открывания одной рукой и круглой в сечении свайкой. Ножи изготавливались из той же стали, а рукояти из алюминия, длина ножей в открытом состоянии составляла 210 см, а вес около 140 граммов. Для фиксирования клинка в разложенном состоянии помимо лайнерного замка был предусмотрен предохранитель красного цвета. Для ношения ножи оборудовались клипсами и страховочными спиралевидными шнурами с возможностью креплением на пояс.

### Польша
Для нужд польских военно-морских сил c 1965 года использовались складные такелажные ножи Gerlach-385 производства фабрики «Gerlach S. A.», первоначально выпускавшиеся в двухкомпонентной комплектации, а с 1975 года в трёхкомпонентной. В качестве основного клинка ножа использовался клинок формы «овечья нога» с прямой заточкой длиной 84 мм и выемкой под ноготь для открывания на левой стороне, также на клинке выбивалась надпись «gerlach». Свайка располагалась на противоположной стороне ножа и фиксировалась в открытом или закрытом состоянии при помощи плоской пружины, верхний край которой выступал за пределы рукояти и использовался в качестве плоской отвёртки. Накладки на рукоять ножа выполнялись из стали и крепились при помощи четырёх заклёпок, для крепления страховочного ремня в рукояти на стороне оси свайки предусматривалось сквозное отверстие, которое в более поздних вариантах ножа было заменено на металлическую антабку. Общая длина ножа в разложенном состоянии достигала 206 мм, а его масса составляла около 200 граммов. Трёхпредметная комплектация ножа дополнялась клинком, выполнявшим функции консервного ножа и открывашки, располагавшимся на одной оси с основным клинком, также на основном ноже клинка выбивалась надпись «gerlach-385». Оба варианта ножей также изготавливались для коммерческого использования, такие ножи отличались полированными рукоятками, имели травленые декоративные элементы на клинках и рукоятях, а также комплектовались ножнами из чёрной кожи.

### Швейцария
В 2007 году швейцарской компанией Wenger совместно со спортивной командой Alinghi, представлявшей Швейцарию на 32-м Кубке Америки по яхтенному спорту, был разработана линейка многофункциональных ножей New Ranger Alinghi. Ножи линейки комплектовались набором различных инструментов, которые могут выполнять до 18 функций. Длина основного клинка ножей серии составляла от 95 до 120 мм, в различных моделях он мог быть оснащен или не оснащен устройством для открывания одной рукой, в качестве фиксатора использовался механизм лайнерного типа, кнопкой снятия блокировки которого являлся логотип компании на рукояти. Клинок был покрыт антикоррозийным покрытием, а его часть имела серрейторную заточку. Рукоять эргономичной формы длиной 130 мм изготавливалась из черного пластика с прорезиненными вставками. Свайка на ноже была плоской и была совмещена с такелажным ключом и штурманской линейкой. Также нож комплектовался широкой плоской отверткой с функцией открывашки и приспособления для сгибания проволоки, тонкой плоской отверткой, шилом с ушком, штопором и пассатижами. Также нож оснащался кольцом для страховочного ремня.

### Канада

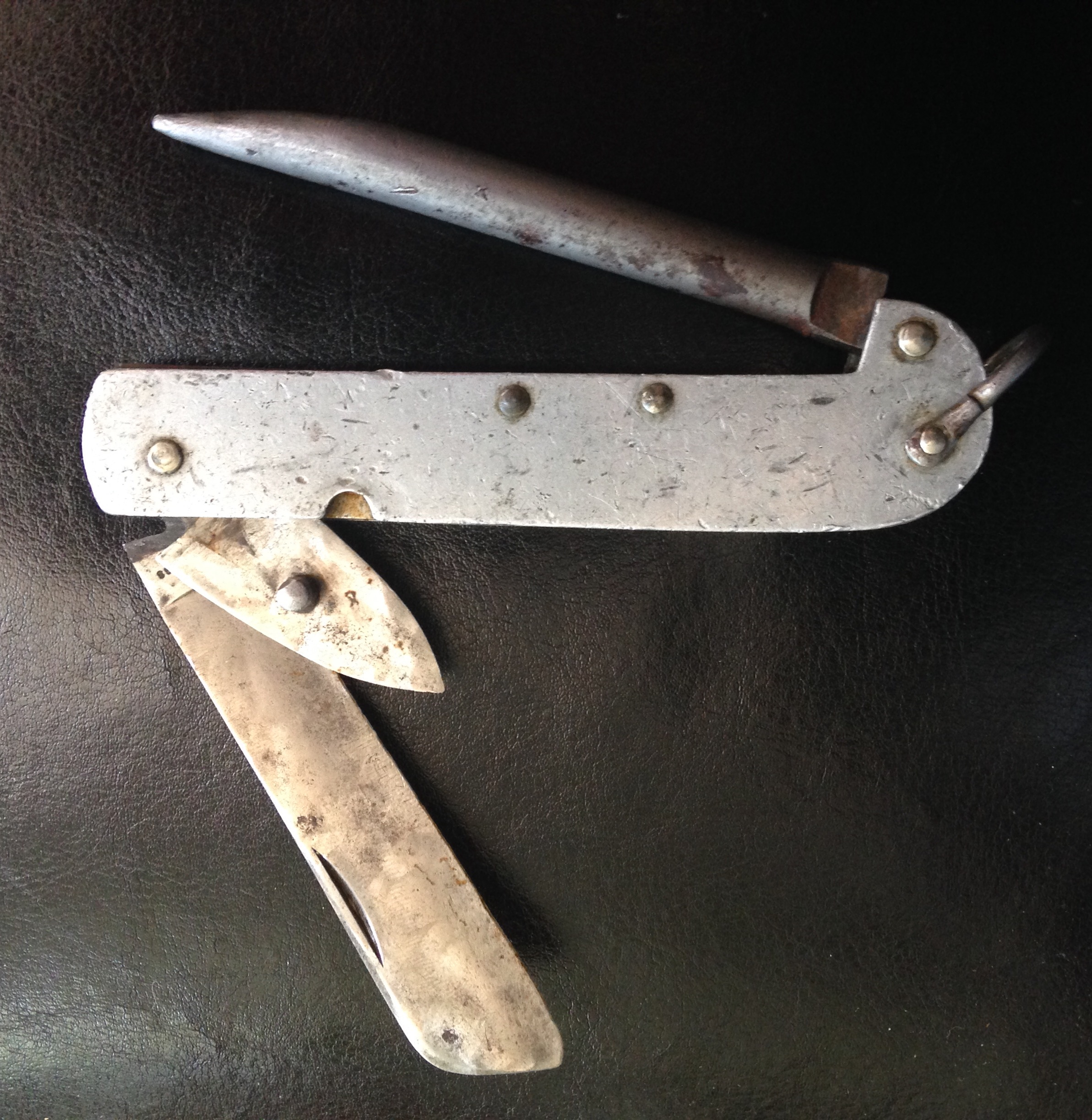
Такелажный нож канадской армии времен Второй мировой войны

Во время Первой мировой войны канадской армией использовались складные трёхпредметные такелажные ножи британского производства компании Thomas Turner & Co. общей длиной до 215 мм, комплектовавшиеся основным клинком длиной 125 мм, консервным ножом, располагавшемся но той же оси, и свайкой на противоположном конце рукояти.

### США
Во время Второй мировой войны для американского флота такелажные ножи производились по образцу британских ножей компаниями Camillus и Ulster Knife Co. Ножи производились в двухкомпонентном исполнении с основным клинком формы «овечья нога» с выемкой под ноготь для открывания на левой стороне и круглой в сечении фиксируемой свайкой, со стороны оси которой также была отвертка и металлическая антабка. Ножи изготавливались из углеродистой стали и имели накладки на рукояти из палисандра. Всего в рамках нескольких контрактов компанией Camillus было выпущено более 65000 ножей, конструкции которых незначительно отличались в зависимости от партии, также 11000 ножей было выпущено Ulster Knife Co. Во второй половине XX века та же американская компания Camillus производила двухпредметный такелажный нож для флота США, в начале 2000-х годов этой же компанией производилась серия из трех складных двухпредметных такелажных ножей: Marlin Spike, US Navy Marlin Spike и Marlin Piranha Spike. Все ножи серии комплектовались основным клинком из нержавеющей стали формы «овечья нога» с прямой или серрейторной заточкой длиной 70 мм и круглой в сечении фиксируемой свайкой, также ножи были оборудованы металлической антабкой. Накладки на рукояти черного цвета изготавливались из дельрина и в зависимости от модели могли быть гладкими или ребристыми, длина рукояти составляла 114 мм. Общая длина ножа достигала 187 мм, а его вес в зависимости от модели составлял 95 или 115 граммов.
Компания Buck knifes производила ножи модели Yachtman-315, которые представляли собой двухпредметные такелажные ножи с основным клинком формы «овечья нога», круглой в сечении свайкой со стопором и рукояткой из чёрного эбонита. Американская компания Cuda в своем каталоге товаров для рыбалки в 2023 году также представила двухпредметный такелажный нож Marlin Spike Folding Knife, оснащенный основным клинком формы «овечья нога» с полусеррейторной заточкой и лайнерным замком, фиксируемой свайкой, расположенной на противоположной оси от основного клинка и пластиковой рукоятью с прорезиненным антискользящим покрытием голубого цвета. 
Американскими компаниями также выпускались фиксированные такелажные ножи со свайками, помещавшимися в специальных отделах ножен, так, например, компанией Myerchin, Inc. выпускался яхтенный набор Offshore System, включавший нож с фиксированным клинком формы «овечья нога» и отдельную свайку, помещавшуюся в тех же ножнах. По заказу этой же компании в Японии производился складной такелажный нож А377 «Offshore Crew» комплектовавшийся основным клинком с полусеррейторной заточкой и свайкой, которые могли фиксироваться вместе или по отдельности единым замком по технологии DoubleLock, такелажным ключом, выполненным в виде паза на основном клинке и антабкой на стороне оси свайки. Эти ножи получили распространение среди служащих береговой охраны и солдат морской пехоты США и выпускались с индивидуальными номерами, располагавшимися в районе пятки.

### Комментарии
1. ↑  Общая длина ножа составляла 226 мм, из которых клинок из нержавеющей стали — 120 мм, рукоять с деревянными накладками — 106 мм[28].
2. ↑  Для моделей Marlin Spike, US Navy Marlin Spike[38].
3. ↑  Для модели Marlin Piranha Spike[38].